# Rennweg (Nürnberg)
Rennweg (nürnbergisch: Rännwech) ist ein Stadtteil im Nordosten von Nürnberg nahe der Innenstadt und auch der Name der Gemarkung 3458 und der statistischen Distrikte 090 in Wöhrd und 271 in Veilhof.

## Lage
Der Stadtteil wird begrenzt im Nordosten durch die Welser Straße, im Süden durch die Sulzbacher Straße und im Nordwesten durch die Bayreuther Straße, wobei die Grenze zu dem im Norden gelegenen Schoppershof fließend ist.

## Geschichte
Der Renneweg wurde im Jahr 1342 erstmals urkundlich erwähnt. Er begann unweit des Laufer Tores beim Judenbühl (heute Stadtpark Nürnberg). 1398 gab es am Rennweg drei Gütlein.
1796 kam Rennweg zu Preußen und unterstand von 1797 bis 1810 dem Justiz- und Kammeramt Erlangen. 1810 kam der Ort zum Königreich Bayern. Im Rahmen des Gemeindeedikts wurde Rennweg  dem 1813 gebildeten Steuerdistrikt Erlenstegen und der im selben Jahr gebildeten Ruralgemeinde Erlenstegen zugewiesen. Mit dem Zweiten Gemeindeedikt (1818) entstand die Ruralgemeinde Rennweg. Zu dieser gehörten Bretzengarten, Deumentenhof, Rechenberg, Schallershof, Schoppershof, Schübelsberg, Veilhof, Weigelshof, Winzelbürg und Wöhrder Kirchhof. Sie war in Verwaltung und Gerichtsbarkeit dem Landgericht Erlangen zugeordnet und in der Finanzverwaltung dem Rentamt Erlangen. In der freiwilligen Gerichtsbarkeit unterstand 1 Anwesen von 1823 bis 1835 dem Patrimonialgericht Leyh. Als Folge des Nürnberger Burgfriedens von 1825 wurde der Wöhrder Kirchhof von der Gemeinde abgetrennt. 1826 wurde Rennweg dem Landgericht Nürnberg und dem Rentamt Nürnberg überwiesen. Ab 1862 war das Landgericht Nürnberg nur noch für die Gerichtsbarkeit zuständig. In den übergeordneten Verwaltungsaufgaben war von da an das neu geschaffene Bezirksamt Nürnberg zuständig. Am 1. Januar 1865 wurde Rennweg in die Stadt Nürnberg eingemeindet, aus den verbliebenen Orten wurde die Ruralgemeinde Schoppershof gebildet.

### Baudenkmäler
In Rennweg gibt es 43 Baudenkmäler:
- Mietshäuser, darunter Rennweg 72
- Berliner Platz 11: Reformations-Gedächtnis-Kirche
- Berliner Platz 20: Evangelisch-lutherisches Gemeindehaus
- Bismarckstraße 20: Schulhaus

### Einwohnerentwicklung
Gemeinde Rennweg
| Jahr      | 1818   | 1824  | 1840   | 1852   | 1855   | 1861   |
| Einwohner | 406    | 446   | 470    | 620    | 608    | 716    |
| Häuser    | 111    | 51    | 82     |        |        |        |
| Quelle    | [ 11 ] | [ 5 ] | [ 12 ] | [ 13 ] | [ 13 ] | [ 13 ] |

Ort Rennweg
| Jahr      | 1818   | 1824  | 1836   | 1840   |
| Einwohner | 89     | 112   | 103    | 147    |
| Häuser    | 29     | 7     | 10     | 24     |
| Quelle    | [ 11 ] | [ 5 ] | [ 14 ] | [ 12 ] |

## Religion
Rennweg ist seit der Reformation evangelisch-lutherisch geprägt und war ursprünglich nach St. Bartholomäus (Nürnberg-Wöhrd) gepfarrt, gegenwärtig ist die Reformations-Gedächtnis-Pfarrei zuständig. Die Einwohner römisch-katholischer Konfession sind nach Allerheiligen gepfarrt.